# Dieci incredibili giorni (film)
Dieci incredibili giorni (La décade prodigieuse) è un film del 1971 diretto da Claude Chabrol.
Il soggetto è tratto dall'omonimo romanzo poliziesco di Ellery Queen del 1948.

## Critica
(Leo Pestelli su La Stampa del 2 giugno 1972)
(Achille Valdata su Stampa Sera del 2 giugno 1972)